# 卡列里亞區
卡列里亞區（西班牙語：Distrito de Callería），是秘魯的一個區，位於該國東部烏卡亞利大區的波蒂略上校省，始建於1900年10月13日，面積10,485.4平方公里，海拔高度120米，2005年人口208,292，人口密度每平方公里20人。